# Соловйов Анатолій Васильович
Анато́лій Васи́льович Соловйо́в (14 березня 1922 — 6 січня 2000) — радянський і російський актор, Заслужений артист РРФСР (1976).
Закінчив Державний інститут театрального мистецтва (1949). Актор Московського театру ім. М. Єрмолової.

## Фільмографія
Знявся у фільмах: «Чемпіон світу», «Борець і клоун», «Буря над Азією», «Фронт без флангів», «Золоте руно (фільм)», «Запитай себе» та ін.
Грав в українських стрічках:
- «НП. Надзвичайна подія» (Грачов),
- «Кров людська — не водиця» (1960),
- «Дмитро Горицвіт» (1962),
- «Люди не все знають» (1964, Тимофій Горицвіт),
- «Море кличе» (1960),
- «Звичайна історія» (1960, Коваль),
- «Тінь» (1962, Кузьменко),
- «Здрастуй, Гнате!»,
- «Квітка на камені» (1962),
- «Срібний тренер» (1963, Зимовець),
- «Втікач з «Янтарного»» (1968, моряк),
- «Причал» (1973, т/ф, 2 с).